# Verwaltungsgliederung des Autonomen Kreises der Chanten und Mansen/Jugra
Der Autonome Kreis der Chanten und Mansen/Jugra im Föderationskreis Ural der Russischen Föderation gliedert sich in 9 Rajons und 13 Stadtkreise. Den Rajons sind insgesamt 26 Stadt- und 58 Landgemeinden unterstellt (Stand: 2010).

## Stadtkreise
| [ 1 ] | Stadtkreis      | Einwohner | Fläche (km²) | Bevölkerungs- dichte (Ew./km²) | Stadt- bevölkerung | Land- bevölkerung | Weitere Orte | Anzahl städtischer Siedlungen | Anzahl ländlicher Siedlungen |
| ----- | --------------- | --------- | ------------ | ------------------------------ | ------------------ | ----------------- | ------------ | ----------------------------- | ---------------------------- |
| XII   | Chanty-Mansijsk | 75.886    | 338          | 225                            | 75.886             | –                 |              | 1                             | –                            |
| XIII  | Jugorsk         | 33.258    | 318          | 105                            | 33.258             | –                 |              | 1                             | –                            |
| I     | Kogalym         | 59.535    | 201          | 296                            | 59.422             | 113               |              | 1                             | 1                            |
| II    | Langepas        | 42.979    | 60           | 716                            | 42.979             | –                 |              | 1                             | –                            |
| III   | Megion          | 58.239    | 51           | 1142                           | 58.239             | –                 | Wyssoki      | 2                             | –                            |
| IV    | Neftejugansk    | 119.177   | 154          | 774                            | 119.177            | –                 |              | 1                             | –                            |
| V     | Nischnewartowsk | 248.378   | 267          | 930                            | 248.378            | –                 |              | 1                             | –                            |
| VI    | Njagan          | 57.101    | 814          | 70                             | 57.101             | –                 |              | 1                             | –                            |
| VII   | Pokatschi       | 17.292    | 45           | 384                            | 17.292             | –                 |              | 1                             | –                            |
| VIII  | Pyt-Jach        | 41.586    | 64           | 650                            | 41.586             | –                 |              | 1                             | –                            |
| IX    | Raduschny       | 48.110    | 142          | 339                            | 48.110             | –                 |              | 1                             | –                            |
| X     | Surgut          | 302.182   | 348          | 868                            | 302.182            | –                 |              | 1                             | –                            |
| XI    | Urai            | 43.477    | 535          | 81                             | 43.477             | –                 |              | 1                             | –                            |

## Rajons

Rajons des Autonomen Kreises der Chanten und Mansen/Jugra (Nummern in der ersten Tabellenspalte)

| [ 4 ] | Rajon           | Einwohner | Fläche (km²) | Bevölkerungs- dichte (Ew./km²) | Stadt- bevölkerung | Land- bevölkerung | Verwaltungssitz    | Weitere Orte                                                                | Anzahl Stadt- gemeinden | Anzahl Land- gemeinden |
| ----- | --------------- | --------- | ------------ | ------------------------------ | ------------------ | ----------------- | ------------------ | --------------------------------------------------------------------------- | ----------------------- | ---------------------- |
| 1     | Belojarski      | 29.186    | 41.718       | 0,7                            | 20.245             | 8.941             | Belojarski         |                                                                             | 1                       | 6                      |
| 2     | Berjosowo       | 26.316    | 88.101       | 0,3                            | 15.864             | 10.452            | Berjosowo          | Igrim                                                                       | 2                       | 4                      |
| 9     | Chanty-Mansijsk | 16.358    | 46.064       | 0,4                            | –                  | 16.358            | Chanty-Mansijsk    |                                                                             | –                       | 12                     |
| 3     | Kondinskoje     | 34.644    | 54.636       | 0,6                            | 23.670             | 10.974            | Meschduretschenski | Kondinskoje, Kuminski, Lugowoi, Mortka                                      | 5                       | 5                      |
| 4     | Neftejugansk    | 46.269    | 24.548       | 1,9                            | 30.251             | 16.018            | Neftejugansk       | Poikowski                                                                   | 1                       | 8                      |
| 5     | Nischnewartowsk | 34.654    | 117.312      | 0,3                            | 27.484             | 7.170             | Nischnewartowsk    | Islutschinsk, Nowoagansk                                                    | 2                       | 6                      |
| 6     | Oktjabrskoje    | 34.420    | 24.502       | 1,4                            | 18.563             | 15.857            | Oktjabrskoje       | Andra, Priobje, Talinka                                                     | 4                       | 7                      |
| 7     | Sowetski        | 47.836    | 29.940       | 1,6                            | 44.659             | 3.177             | Sowetski           | Agirisch, Kommunistitscheski, Malinowski, Pionerski, Selenoborsk, Tajoschny | 7                       | 1                      |
| 8     | Surgut          | 121.733   | 105.187      | 1,2                            | 81.423             | 40.310            | Surgut             | Barsowo, Bely Jar, Fjodorowski, Ljantor                                     | 4                       | 9                      |